# Млин фірми «Моргердсхаммар»
Млини фірми «Моргердсхаммар» — Для збагачувальної фабрики рудника Зіннгруван (Швеція) фірма «Моргердсхаммар» (Morgårdshammar) розробила і виготовила декілька млинів самоподрібнення з подовженим барабаном розміром 6,5 × 8,0 м. Пов'язано це з тим, що млин призначений для подрібнення в одну стадію важкоподрібнюваних свинцево-цинкових руд родовища на півдні Швеції в районі оз. Веттерн. У цілому при конструюванні млина витриманий принцип, якого дотримуються провідні машинобудівні фірми, які виготовляють барабанні млини: для кожного родовища своя конструкція млина з максимальною уніфікацією основних вузлів. Млин призначений для роботи з об'ємом завантаження до 40 % при густині подрібнюємого середовища 1,9 т/м3.

## Загальний опис
Барабан млина виготовлений з листової сталі і складається з трьох частин (циліндрів), які з'єднуються між собою болтами при монтажі млина.
Привод млина складається з двох асинхронних двигунів з контактними кільцями. Потужність двигунів — по 1600 кВт, частота обертання 700 хв–1, напруга 6000 В. Система охолодження двигунів — повітряна при потоці повітря 11 200 м3/год. Двигуни й пускачі до них поставляє фірма «Сіменс». Для зменшення частоти обертання барабана привод обладнаний одноступінчастою передачею з трансмісіями, що дозволяє отримати частоту обертання 10,1 хв–1, або 59 % критичної. Всі вузли та деталі механічної частини привода виготовляє фірма.
Коробки зубчастих передач змащуються за допомогою системи рідкого мастила. Мастило надходить зі спеціальних резервуарів об'ємом 400 л, в які подається гвинтовими насосами. Змащення шестерні відкритої зубчастої передачі виконується за допомогою системи змащування.
Завантажувальна цапфа барабана забезпечена завантажувальним конусом з мінімальним діаметром отвору 1850 м. Цапфа спирається на гідростатичну систему підшипників.
Тиск у гідравлічній системі, достатній для утворення масляної подушки для підйому цапф барабана млина, створюється двома масляними насосами, що працюють паралельно.
Паралельно з працюючою, встановлена запасна гідравлічна система. Передбачена система контролю тиску і витрати масла, а також температури підшипників, що автоматично відключає привод млинів при відхиленні одного з параметрів від нормального режиму. Мастило піддається подвійній очистці за допомогою фільтрів по класу 25 мкм спочатку в системі охолодження, потім після масляних насосів. Система контролю забивання фільтрів пов'язана із загальною системою контролю роботи млина.
При порушенні подачі електроенергії до гідронасосів передбачено підтримання тиску масла в гідросистемі за допомогою двох акумуляторів тиску.

Завантажувальний пристрій млина самоподрібнення:
1 – завантажувальний лоток, 2 – конічна завантажувальна втулка;
3 – зубчаста рейка, 4 – цапфа; 5 – барабан; 6 – ущільнення.

Розвантажувальна цапфа барабана спирається на сферичний підшипник діаметром 1500 м (розробляє фірма СКФ). Для млинів з цапфами діаметром до 1800 мм фірма «Моргердсхаммар» в ряді випадків застосовує підшипники кочення власного виробництва.
Завантажувальний пристрій млина складається з живильного лотка і конічної завантажувальної втулки (рис.). Для підвищення терміну служби лоток футерований гумою і оснащений похилими зондами для контролю забивання лотка.
Завантажувальний лоток встановлений на зубчастих рейках, розташованих приблизно на рівні осі обертання барабана млина. Це значно полегшує відкатку течки при проведенні ремонтів і перефутерування.
Система ущільнення між течкою і цапфою складається з циліндричного зносостійкого кільця, привареного до лотка, і товстого гумового кільця, прикріпленого до цапфи. Кільце замінюється два рази на рік. Система ущільнення працює надійно і виключає розсип матеріалу, проливання пульпи у завантажувального кінця млина.
Спочатку барабан млина був футерований гумовими ліфтерами і плитами типу Скега. Ліфтери застосовувалися двох типів — високі й низькі і встановлювалися поперемінно. Високі ліфтери мали висоту 330 мм, товщина гумових плит 80 мм, товщина решітки 90 мм. При зносі високих ліфтерів приблизно наполовину низькі ліфтери замінялися новими високими, а зношені високі виконували роль низьких.
Для надійного кріплення ліфтери виготовляються з товстою гумовою основою під кріплення. Після 600 год. роботи контролюють ступінь затяжки кожного болта.
Ряд млинів переобладнано футеровкою типу Скега. Перевагами таких футеровок є низька маса ліфтерів, зручний монтаж і оптимальні, але зносостійкості контури.
У процесі експлуатації млинів удосконалювалася конструкція їх решіток. Спочатку всі 24 сектора решітки були перфоровані дрібними отворами. Потім для виведення критичного класу почали встановлювати два сектори з отворами 30 × 70 мм. Далі розмір отворів у цих секторах збільшили до 75 × 85 мм. Це в якійсь мірі дозволило уникнути накопичення в млині фракції критичної крупності, сприяло швидкому розвантаженню млина і зниженню витрати енергії на 1 т подрібнюваного продукту. Далі логічним є перехід до решіток з отворами 70 × 70 мм. Правильний вибір конструкції решітки млина має велике значення для отримання оптимальних технологічних показників її роботи.
Для класифікації продуктів зливу млин обладнаний циліндричною бутарою, розміром 3000 × 3400 мм. Бутара являє собою дводечний барабанний грохот, футерований всередині гумою і перфорований отворами розміром 12 × 23 мм. Внутрішня поверхня забезпечена спіраллю для прискорення проходження матеріалу. Спіраль також футерована гумою. При оснащенні бутари тільки металевими просіюючими поверхнями, інтенсивність їх зносу дуже висока, термін служби складає всього 400 год. чистого часу роботи. Проведено випробування гумових просівних поверхонь з отворами 7 × 7 мм. Ефективність грохочення була не нижче, ніж на металевих, а термін служби різко збільшився і досяг майже 3000 годин.
Це свідчить про перспективність застосування гумових просівних поверхонь середня продуктивність млинів фірми «Моргердсхаммар» при одностадійному подрібненні цинкових руд 95 т/год коливання погодинної продуктивності протягом доби склали ± 10 %. Середній коефіцієнт використання млинів протягом року 96,3 %.